# Janja Vidmar
Janja Vidmar, slovenska pisateljica in scenaristka, * 23. marec 1962, Ptuj.

### Življenjepis
Še pred osnovno šolo se je družina preselila v Maribor, kjer je Vidmarjeva dokončala osnovno šolo in se vpisala na tamkajšnjo Prvo gimnazijo. Po nedokončanem študiju v Ljubljani je v Mariboru na Pedagoški fakulteti diplomirala iz mladinske književnosti ter pedagogike. Po izobrazbi je tako profesorica slovenskega jezika in pedagogike. 
Avtorica pisateljuje od začetka devetdesetih let 20. stoletja in ima status samostojne delavke v kulturi. Je članica Društva slovenskih pisateljev, članica upravnega odbora tega društva in hkrati predsednica Sekcije za mladinsko književnost pri Društvu slovenskih pisateljev in pobudnica nagrade desetnica, ki je bila prvič podeljena leta 2013. Kot avtorica in predsednica sekcije se bori za postavitev mladinske literature v ospredje književnosti. Od leta 1996 je svobodna umetnica. Poleg knjig za otroke in mladostnike piše tudi scenarije za otroške oddaje. Leta 1997 je napisala tudi scenarij za slovenski celovečerni film Blues za Saro. Na Slovenskem je Janja Vidmar znana predvsem kot avtorica mladinske realistične proze, ki se uvršča na področje socialno-psihološkega romana. Svoja dela objavlja tudi v revijah in časopisih, večinoma zgodbe in romane -podlistke.

### Mladinska dela
Žanrska razvrstitev mladinskih del
Mladinska dela Janje Vidmar se uvrščajo v šest proznih književnih žanrov: socialno-psihološki romani (Baraba, Debeluška, Princeska z napako, V imenu ljubezni, Vsiljivka, Fantje iz gline, Zoo, Nimaš pojma, Uspavanka za mladega očka), socialno-psihološke povesti (Matic je kaznovan, Matic v bolnišnici, Matic prespi pri prijatelju, Matic je zaljubljen, Moja Nina, Prijatelja, Sence poletja, Punce za znoret, Smetiščni dnevnik, Na vroči sceni, Superzvezda, V imenu ljubezni, Manca&rock), avanturistične realistične povesti (Junaki petega razreda, Druščina iz šestega b, Moj prijatelj Arnold, Peklenske počitnice, Potovanje groze), grozljivke (Krvava legenda, Hiša groze, Stvor, Otok smrti, Obrazi, Izgubljena avtocesta, Furija, Klovn iz Strahovskega Dola), kratka realistična proza (Bučko Superga) in fantastične pripovedi (Aknožer, Leteči krožnik na našem vrtu, Čudni vitez, Vrtiljak čudežev, Zgaga in mesto lutk, Zgaga in mačje oko).
Tematika del
V ospredje dogajanja svojih socialno-psiholoških romanov in povesti je Vidmarjeva postavila odtujenost in razslojenost slovenske družbe. Avtorica v skoraj vsakem delu odpira različne tabuizirane teme, kot na primer smrt, homoseksualnost, nasilje med vrstniki, nasilje v družini, motnje prehranjevanja, ksenofobija in delitev ljudi po verski pripadnosti na način, ki razkriva moralno razsežnost. Njeni literarni junaki prihajajo iz različnih socialnih okolij, toda se njihove poti kljub temu večkrat križajo. Skozi notranje monologe in komentarje tretjeosebnega pripovedovalca poteka odkrivanje karakterizacije literarnih oseb. V delih pa hkrati zasledimo tudi precejšnjo mero samoironije glavnih likov, s pomočjo katere le-ti skušajo ohraniti svoje dostojanstvo. Zgradba pripovedovanja je največkrat grajena sintetično, včasih pa se pojavijo tudi retrospektive, ki nam pomagajo k razumevanju ozadja dogajanja. 
Pripovedni vzorec
Pripovedni vzorec Janje Vidmar sestoji iz sledečih ponavljajočih se literarnih elementov: ponavljajoči se motivi (upor, osamljenost, konflikti z odraslimi, prve ljubezenske izkušnje, revščina, nesporazum z vrstniki, pobeg od doma, kraja, družinsko nasilje, mladostniško nasilje, sovraštvo, odpor do tujcev, delikventnost, alkoholizem), značilne tabujske teme (prestopništvo, ksenofobija, nasilje, ločitev, prezaposlenost, odvisnost, motnje hranjenja, drugačnost) in problematični junaki.
Problemi junakov
Najpogostejši problemi junakov sovpadajo z motivi in tabujskimi temami kot so revščina, drugačnost, osamljenost, dužinsko nasilje, nesporazum z odraslimi in nesporazum z vrstniki.
Problematični junaki so v konfliktu z okoljem, kar izvira iz težav likov, ki jih rešujejo, pri tem pa so lahko uspešni ali neuspešni. Njena dela vsebujejo nenadne preobrate, problematične junake, ki so skoraj vedno v konfliktu z okoljem, zgodbe pa imajo srečen konec. Hudobneži so kaznovani za svoje grdobije, sledi pravična poravnava.

#### Predstavitev izbranih mladinskih del
Princeska z napako, (1998)

Socialno-psihološki roman Princeska z napako prikazuje revno življenje muslimanske družine Ismailović, ki ilegalno živi v hladni in vlažni kleti nekega stanovanjskega bloka. Glavni lik je Fatima, za katero se doma nihče ne zmeni, hkrati pa jo tudi vsi v šoli zaničujejo, ker prihaja iz drugačnega okolja. Na neki zabavi se zaljubi v sina bogataške družine, s katerim doživi prvo ljubezensko izkušnjo in tudi zanosi. Fatimino usodo zapečati družinska odločitev, da jo poročijo z bogatim botrom Esadom iz Nemčije. Glavni junakinji vseskozi stoji ob strani le učiteljica biologije Kodrlajsa.
Debeluška, (1999)
Osmošolka Urša ima zaradi svoje mame, ki je bila v mladosti manekenka, težave s hrano. Obiskuje tudi manekenski tečaj, kjer se spozna z Žano, ki trpi za bulimijo. Kmalu tudi sama začne prisilno bruhati, da bi postala suha, njen svet pa se začne vrteti le okrog hrane in kilogramov. Žana kmalu umre, hkrati pa tudi Urša postaja vse bolj slabotna, da bi ustregla svoji mami, ki jo želi prijaviti na lepotno tekmovanje v Italiji. Na koncu tudi sama pristane v bolnišnici, kjer jo komaj rešijo. 
Sence poletja, (2000)
Socialno-psihološki roman Sence poletja govori o osamosvojitveni vojni za Slovenijo, treh otroških junakih in njihovem prijateljstvu, paranoji, sosedskih odnosih in adrenalinu. V zgodovinsko ozadje je grajena izmišljena zgodba, ki se odvija na Jesenicah, kjer prebiva narodnostno mešano prebivalstvo, ki pa se na narodnost ne ozira. Vojna jih za vselej loči, kruto pa pretrga tudi prijateljstvo treh otroških junakov. V zgodbo je vpleten tudi zaljubljeni par, ki vojno in ločitev doživlja drugače.
Baraba, (2001)
16-letni Matej (Tizi) se zaradi nasilja v družini zaplete v vrtinec težav s šolo, zakonom in vrstniki. Glavni književni lik odrašča v družini skupaj s polsestro Rebeko, mamo in očimom. Matej se boji in obenem sovraži očima, ki ga večkrat pretepe in zmerja. Mati se čedalje bolj vdaja alkoholu zaradi neuspelega prvega zakona in polomije v zdajšnjem. Matej zaradi neurejenih družinskih razmer počne razne nezakonite akcije, od kraje do vlomov, njegova polsestra pa se zateče v svet drog in prehitro okuša slast telesne ljubezni. Višek problemov nastane, ko se Tizi želi očimu maščevati za vse udarce in brce in ga očim vrže in stanovanja.
Nimaš pojma, (2005)

Knjiga je razdeljena na dva dela; prvi del (PREJ) vključuje deset poglavij, drugi del (POTEM) pa vsebuje osem poglavij. Zgodba se začne s pripovedjo o 3 najboljših prijateljih: Piksiju, Sinetu in Nejcu. Pripoveduje o treh otrocih (Piksiju, Sinetu in Nejcu), najboljših prijateljih, ki si pri svojih osmih letih večno prijateljstvo tudi zaprisežejo. Roman opisuje dogajanje čez pet let, ko se kot najstniki nič več ne družijo, temveč se samo še sovražijo.
Zoo, (2005)

Zoo je socialno-psihološki mladinski roman, v katerem se prepletajo motivi prestopništva, ljubezni, odraščanja in smrti.

### Scenaristična dela
Poleg knjig za otroke in mladostnike piše tudi scenarije za otroške oddaje. Leta 1993 je napisala scenarij za 3-delno TV nadaljevanko Junaki petega razreda, leta 1996 pa scenarij za 5-delno TV nadaljevanko Moj prijatelj Arnold. Po njenem scenariju je leta 1997 bil posnet celovečerni film Blues za Saro, leta 2003 pa je napisala scenarij za celovečerni film Roza v kraljestvu svizca. Vidmarjeva je tudi avtorica scenarijev za kratka TV filma z naslovom Moj brat Luka (2005) in Dihaj z mano (2006).

## Prevodi del v tuje jezike
Njena bibliografija obsega petinštirideset pretežno mladinskih knjig, nekatere med njimi so bile tudi prevedene v tuje jezike: v nemščini so izšla dela Baraba, Prijatelja in Zoo, v hrvaščini Moja Nina in Debeluška, v srbščini Debeluška, v italijanščini Moja Nina, v albanščini Kebarie. Odlomka iz njenih del sta izšla tudi v angleščini in hrvaščini: v antologiji sodobne slovenske mladinske književnosti z naslovom Tales growing up in to secrets (objavljen odlomek iz romana Baraba, naslov Bad Lad) in v antologiji sodobne slovenske mladinske književnosti z naslovom Priče izrasle u tajne (objavljen odlomek iz romana Debeluška, naslov Bucka).

## Priznanja in nagrade
- 1998 – nagrada večernica za roman Princeska z napako
- 2000 – drugo mesto v akciji Moja najljubša knjiga z romanom Debeluška
- 2005 – nominacija za Slovenko leta
- 2006 – nagrada desetnica za mladinski roman Zoo
- 2007 – Glazarjeva listina
- 2008 – nagrada večernica za roman Pink
- 2013 – nagrada desetnica za mladinski roman Kebarie